# Serratula flavescens
Serratula flavescens é uma espécie de planta com flor pertencente à família Asteraceae. 
A autoridade científica da espécie é Poir., tendo sido publicada em Encyclopédie Méthodique, Botanique 6(2): 562. 1805.

## Portugal
Trata-se de uma espécie presente no território português, nomeadamente os seguintes táxones infraespecíficos:
- Serratula flavescens subsp. flavescens - presente em Portugal Continental. Em termos de naturalidade é endémica da Península Ibérica. Não se encontra protegida por legislação portuguesa ou da Comunidade Europeia.
- Serratula flavescens subsp. leucantha - presente em Portugal Continental. Em termos de naturalidade é nativa da região atrás referida. Não se encontra protegida por legislação portuguesa ou da Comunidade Europeia.
- Serratula flavescens subsp. mucronata - presente em Portugal Continental. Em termos de naturalidade é endémica da Península Ibérica. Não se encontra protegida por legislação portuguesa ou da Comunidade Europeia.